# Jean t'Serclaes de Tilly
Pour les articles homonymes, voir t'Serclaes et Tilly.
Jean t'Serclaes, comte de Tilly, né en février 1559 au château de Tilly (aujourd'hui dans la province du Brabant wallon) et mort le 30 avril 1632 à Ingolstadt (en Bavière), est un chef de guerre brabançon.
Descendant d'une vieille famille des lignages de Bruxelles, surtout connu sous le nom de « général Tilly », il a été commandant en chef des armées de la Ligue catholique et du Saint-Empire romain germanique pendant la première partie de la guerre de Trente Ans.

## Jeunesse et premières campagnes
Jean t'Serclaes de Tilly était le second fils de Martin (seigneur de Montignies-sur-Sambre et de Tilly, sénéchal héréditaire du comté de Namur) et de Dorothée de Schierstaedt, fille de Meinhardt (maréchal de la cour de Louis II, roi de Hongrie ; et gouverneur de Charles Quint en Livonie et en Russie), et ancienne dame d'honneur de Marie de Hongrie, gouvernante générale des Pays-Bas.
Il a été élevé dans la foi catholique et formé par les jésuites qui lui inculquèrent la passion de la défense de la Contre-Réforme. Il embrassa la carrière militaire dans ce but, et apprit le métier des armes auprès de capitaines de l'armée espagnole : Ferdinand Alvare de Tolède, Don Juan d'Autriche et Alexandre Farnèse.
Il devint enseigne au régiment namurois du colonel Herman de Lynden, baron de Reckheim, au service d'Ernest de Bavière, prince-évêque de Liège, qui venait d'être élu archevêque-électeur de Cologne. Tilly se distingua à la prise de Bonn et au cours de la campagne de Westphalie. Il retourna ensuite aux Pays-Bas et prit part au siège d'Anvers (septembre 1584-25 février 1585). Après la chute d'Anvers, il commanda une compagnie du régiment des cuirassiers du comte Adolphe de Schwarzenberg et contribua à la victoire remportée par Henri de Guise, à Auneau, le 24 novembre 1587, sur l'armée des protestants allemands. Il passa ensuite au service de Charles de Lorraine, duc de Mayenne, participa à la bataille d'Arques (20 septembre 1589) et à celle d'Ivry (14 mars 1590). Il devint gouverneur de Dun et de Villefranche jusqu'en 1594. Il se mit ensuite à la disposition de l'empereur Rodolphe II pour participer à la campagne de Hongrie contre les Turcs, qui l'occupa de 1602 à 1606. Il se distingua à la bataille de Stuhlweissenburg (en) en 1601, où il fut blessé, et devint major général de la cavalerie et de l'artillerie. En 1604, il était promu général de la cavalerie, et en 1605, il devint feldmaréchal. 
En 1608, il participa à la reprise en mains de Donauwörth où s'étaient confrontés catholiques et protestants. Cette victoire marqua une étape importante dans sa carrière car le duc Maximilien Ier de Bavière lui confia en 1609 la mise sur pied et l'organisation des forces armées de la Ligue catholique formée alors pour contrer l'Union évangélique des États protestants d'Allemagne. À la tête de l'armée bavaroise, il se rendit en 1620 en Haute-Autriche pour mettre au pas la noblesse insurgée contre Maximilien.

## Campagnes victorieuses en Bohême et en Allemagne

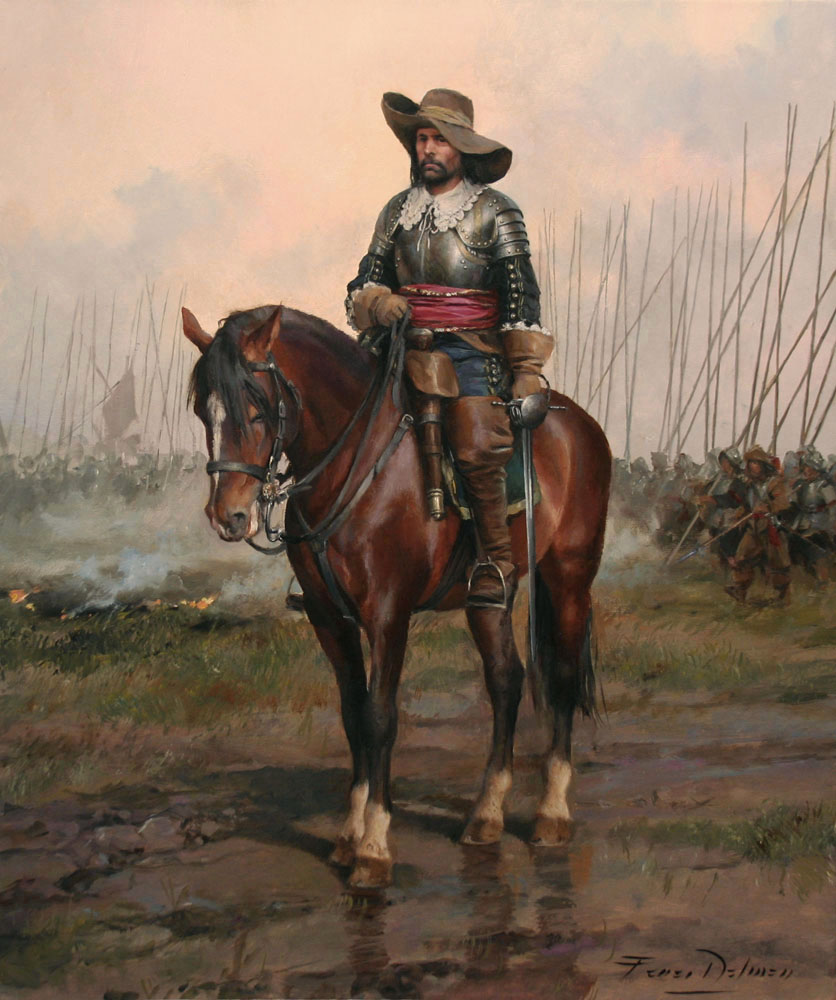
Cavalier de la guerre de Trente Ans.

À cette même époque, la Bohême s'insurgeait contre l'empereur Ferdinand II : les armées de ce dernier avaient subi une défaite, et les Bohémiens menaçaient Vienne. Sur ordre de Maximilien, Tilly prit sous son commandement les éléments encore valides de l'armée impériale et se dirigea vers Prague. Dans des conditions tactiques difficiles, il mit en déroute les troupes du roi de Bohême Frédéric à la fameuse bataille de la Montagne Blanche (8 novembre 1620), un des moments forts de ce qui allait devenir la guerre de Trente Ans. L'intervention de Tilly permit à l'empereur de reprendre la main en Bohême, et mit en fuite Frédéric.
Cette victoire catholique amena plusieurs princes protestants à lever leur propre armée, et Tilly se rendit en 1621 vers la vallée du Rhin pour les y combattre, notamment le plus dangereux d'entre eux, Ernst von Mansfeld. Pendant les quartiers d'hiver, le Palatinat fut ravagé par ses soldats cantonnés dans un pays hostile. Le 27 avril 1622 les deux armées s'affrontèrent et Tilly subit une des premières défaites de sa carrière à Wiesloch près de Mingolsheim (en). Il fut alors rejoint par une armée espagnole et battit une autre armée, celle du margrave de Baden-Durlach à Wimpfen et à Höchst ; il ne put empêcher la jonction des armées de Mansfeld et de Christian de Brunswick qu'il était parvenu à tenir momentanément éloignées. Il prit Heidelberg puis Mannheim. À Heidelberg, plusieurs cargaisons de livres et de précieux manuscrits de la fameuse Bibliothèque palatine ont été volées, considérées comme butin de guerre et envoyées à Grégoire XV à Rome et se trouvent encore aujourd'hui dans la Bibliothèque vaticane. t'Serclaes était convaincu de contribuer à la cause du catholicisme en prenant aux protestants leur patrimoine intellectuel.
Le 6 août 1623, Tilly remporta sur Christian de Brunswick la grande bataille de Stadtlohn et continua de pourchasser Ernst von Mansfeld dans le Nord de l'Allemagne. Il imposa le catholicisme aux évêchés de Halberstadt, Hildesheim, Minden et Osnabrück. À cette époque, le Danemark entra dans le conflit. Les années 1624 à 1626 et suivantes furent terribles pour les armées en campagne et surtout pour les contrées parcourues par la soldatesque, ravagées par la peste, la famine, et toutes les exactions des temps de guerre. Engagé par l'empereur pour diriger une armée impériale, Albert de Wallenstein fit aussi peu que possible pour aider Tilly alors que ses troupes bénéficiaient de conditions matérielles bien meilleures. Mais Tilly travaillait pour ce qu'il considérait son devoir, et Wallenstein pour son propre compte[réf. nécessaire].

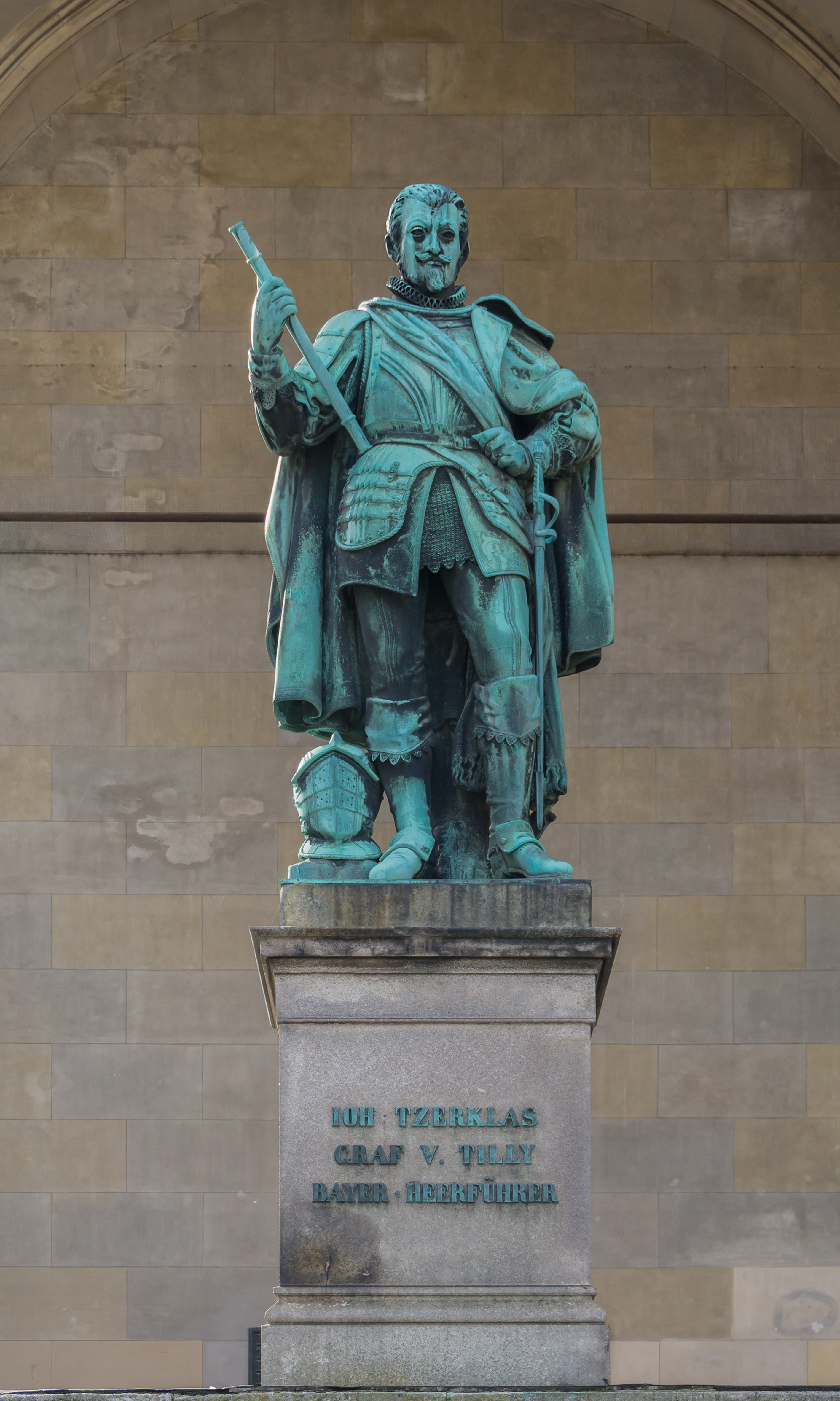
Statue du comte de Tilly à Munich.

Wallenstein avait écrasé les troupes de Mansfeld le 25 avril 1626 au pont de Dessau. Le 27 août, Tilly remporta contre Christian IV de Danemark la bataille décisive de Lutter. Sa victoire amena la retraite de l'armée danoise vers le Jutland, poursuivie par les troupes de Tilly et de Wallenstein. Le roi du Danemark fut contraint de signer la paix de Lübeck le 12 mai 1629. Après le renvoi de Wallenstein par l'empereur en août 1630, Tilly assuma également le commandement des armées impériales.

## Campagne contre la Suède et mort
Mais la Suède venait d'entrer dans le conflit, sous la conduite de son roi Gustave II Adolphe. Celui-ci évita, dans un premier temps le combat. Pour le forcer à intervenir et pour s'assurer le contrôle d'une place stratégique de première importance, Tilly mit le siège devant Magdebourg, où stationnait une garnison de lansquenets d'origine suédoise. Il prit la ville le 10 mai 1631, qui, pendant le sac qui s'ensuivit, fut presque entièrement détruite par un gigantesque incendie. 20 000 civils moururent dans le massacre, les autres moururent des conséquences de la famine et des épidémies. La ville, centre intellectuel florissant, qui comptait 35 000 habitants avant les exactions des troupes catholiques n'en comptait plus que 450 en 1639. Tilly n'aurait pas ordonné ce massacre, mais l'aurait considéré comme un dommage collatéral acceptable étant donné qu'il défendait à ses yeux une juste cause. Le désastre de Magdebourg fut pendant des siècles compté à charge de Tilly qui pourtant, selon certains historiens s'efforça toujours de contenir ses troupes[réf. nécessaire].
La ville étant détruite et ne pouvant plus offrir d'abris ni de vivres, tout ce qui était utilisable ayant été volé ou brûlé, Tilly et son armée se dirigèrent vers la Thuringe. Ils y furent rejoints par les Suédois qui leur infligèrent une défaite à Breitenfeld (au nord de Leipzig) le 17 septembre 1631. Puis les Suédois se dirigèrent vers le Sud de l'Allemagne où ils allèrent porter le combat dans la vallée du Rhin et en Bavière.
Tilly reçut des renforts à Halberstadt et les poursuivit à nouveau. Lorsque les Suédois se dirigèrent vers Munich, il tenta de s'opposer à eux à Rain am Lech. Il y fut mortellement blessé le 5 avril 1632 et mourut quelques jours après (à 73 ans), non sans avoir organisé la défense d'Ingolstadt et de Ratisbonne malgré de grandes souffrances. Il fut enterré à la collégiale Saint-Philippe-et-Saint-Jacques d'Altötting. Napoléon Bonaparte eut pour lui beaucoup d'admiration et rendit visite à son tombeau, qu'il fit ouvrir.

## Postérité

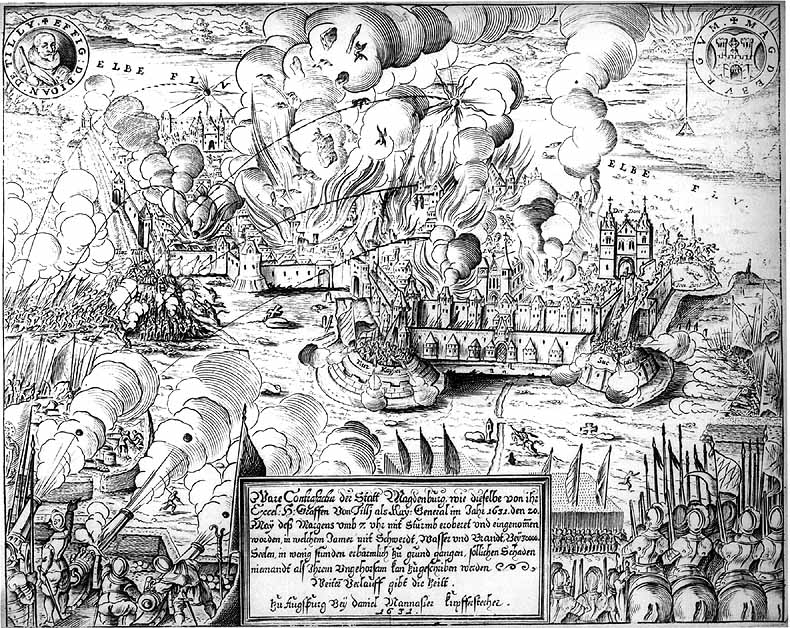
Le sac de Magdebourg est considéré comme l'un des plus grands massacres de la guerre de Trente Ans. La dévastation est si grande que l'expression « magdebourisation » Magdeburgisieren reste pendant des décennies synonyme de destruction, de viol et de pillage.

La figure de Tilly a été et demeure controversée. Surtout du côté protestant, il a été accusé des graves crimes de guerre commis par ses troupes. Plus tard, des écrivains catholiques ont tenté de le décharger de ces accusations. Au cœur du débat se trouvent notamment les discussions concernant les responsabilités respectives du sac de Magdebourg.
Tilly fut un des plus grands stratèges de son temps, mû, selon l'Encyclopédie catholique, par une foi catholique et non, comme beaucoup d'autres contemporains par l'appât du gain. Resté célibataire, il aurait été un homme austère, extrêmement pieux et désintéressé, très respecté de ses hommes et qui, dans les conditions difficiles de son commandement, se serait efforcé personnellement de limiter les méfaits de la guerre pour les populations. Il eut pendant une bonne partie de sa carrière une renommée d'invincibilité qui ne lui fit défaut que quand il fut dans l'impossibilité d'assurer un ravitaillement correct de ses troupes[réf. nécessaire]. Il ravageait en effet durant de nombreuses années des pays ennemis peu enclins à coopérer.
Jusqu'à nos jours, Tilly reste un sujet de controverses, tant dans son village natal qu'en Bavière, dont il servit le prince. À Villers, l'historien Michel Majoros s'opposa en 1998 au folklore tillyesque, la fête Tilly, la bière Tilly, la Rue Tilly, etc. Selon lui, une personne avec des mains tellement ensanglantées ne pouvait pas être célébrée comme attraction touristique sans y ajouter une réflexion critique. Un débat public sous le titre « Tilly, saint ou criminel de guerre » fut organisé,. En 2010 une vive discussion éclata entre les bourgmestres d'Altötting et de Magdebourg, quand le premier voulut baptiser une école secondaire « École Tilly », ce à quoi le deuxième rétorqua que le général Tilly n'était pas un exemple des valeurs humanistes de l'enseignement public.
La ville de Rothenburg ob der Tauber commémore un exploit qui la sauva de la destruction en 1631. Engagée aux côtés des réformés lors de la guerre de Trente Ans, la ville est assiégée en 1631 par l’armée impériale commandée par le comte de Tilly qui après l’avoir prise et pillée, n’a d’autre intention que de la raser. Avant de la saccager, ce dernier, se sentant généreux, se dit prêt à épargner la ville si un notable réussit à boire d’un seul trait une chope de 3,25 litres de vin. L’ancien maire de la ville, le vieux Nush, relève le défi et épargne sa ville des pillages. Depuis ce temps, les habitants de Rothenburg fêtent la délivrance de la ville, chaque année à la Pentecôte, avec un grand défilé costumé de soldats et un camp militaire.